# Diancistrus vietnamensis
Diancistrus vietnamensis är en fiskart som beskrevs av Schwarzhans, Møller och Nielsen 2005. Diancistrus vietnamensis ingår i släktet Diancistrus och familjen Bythitidae. Inga underarter finns listade i Catalogue of Life.